# Ballet Nacional Urukerereza
EL Ballet Nacional de Ruanda o Ballet Nacional Urukerereza) és una companyia de dansa de Ruanda. Va ser creat el 1974 a petició del president de Ruanda Juvénal Habyarimana. El seu espectacle ofereix cançons, tambors i danses tradicionals de Ruanda. Participen regularment a festivals de ball tradicional ruandès i actuacions a l'estranger. L'any 2000, la companyia va realitzar la seva primera visita a Amèrica del Nord i va actuar al Seattle International Children's Festival.